# Grenadiers de la Garde impériale (Second Empire)
Cet article concerne les régiments de la Garde impériale du Second Empire. Pour les régiments de la Garde impériale du Premier Empire, voir 1er, 2e et 3e régiments de grenadiers à pied de la Garde impériale.
Pour un article plus général, voir Garde impériale (Second Empire).
Les grenadiers de la Garde impériale sont des fantassins faisant partie de la Garde impériale du Second Empire française. Deux régiments sont mis sur pied en 1854, un troisième en 1855. Les trois régiments sont dissous avec le reste de la Garde par décret du 28 octobre 1870.

## Historique
Dès sa création le 1er mai 1854, la Garde compte deux régiments de grenadiers, à trois bataillons de compagnies. Chaque régiment compte également une compagnie hors-rang et regroupe au total 89 officiers et 2 854 hommes. Le 1er régiment de grenadiers est formé à Paris, le 2e à Courbevoie.
Les régiments de grenadiers forment un IVe bataillon dès le 1er janvier 1855. Au fur et à mesure de la départ pour la guerre de Crimée (formés à trois bataillons), les régiments reçoivent leur aigle de drapeau : le 1er le 9 janvier et le 2e le 20 mars.
Le 3e régiment de grenadiers de la Garde impériale est créé par décret du 20 décembre 1855.
Les trois régiments font la campagne d'Italie en 1859.
En 1865, les régiments ont quatre bataillons à six compagnies. À cause des dépenses créées par l'expédition du Mexique, les régiments repassent, par décret du 15 novembre, à trois bataillons à sept compagnies.

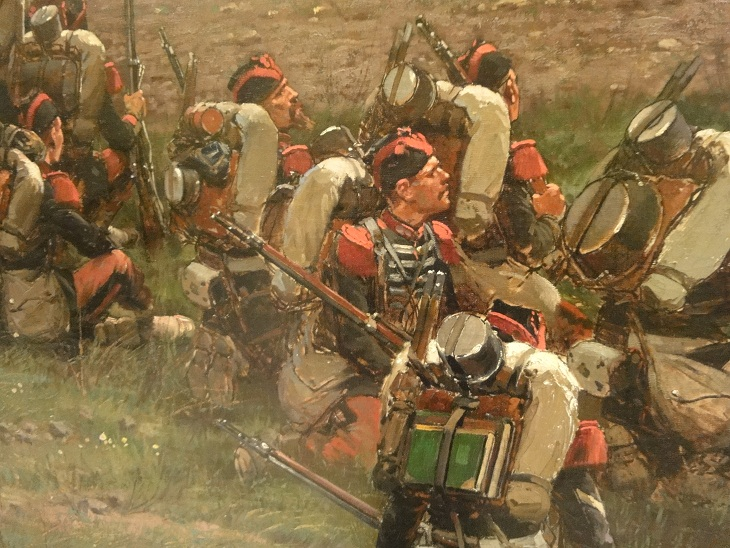
La garde impériale au matin de la bataille de Rezonville, par Édouard Detaille.

Au déclenchement de la guerre franco-allemande de 1870, les régiments sont stationnés à Paris, avec dépôt au fort d'Issy. Les trois régiments partent le 12 juillet avec trois bataillons de six compagnies rejoindre l'armée du Rhin à Nancy. Cette armée est bloquée dans Metz assiégée.
Par décret du 8 septembre, les neuf 7e compagnies des trois bataillons des trois régiments passent au 28e régiment de marche,.
La Garde est supprimée par décret du 28 octobre 1870 et ses hommes passent à la Ligne. Les compagnies hors-rang des 1er, 2e et 3e régiments de grenadiers deviennent compagnie hors-rang, respectivement, du 128e de ligne (ex-28e de marche), du 105e de ligne (ex-5e de marche) et du 106e de ligne (ex-6e de marche). Les grenadiers des trois régiments de la Garde revenant de captivité en mars-avril 1871 rejoignent respectivement le 94e, le 97e et le 100e régiment d'infanterie de ligne.
Le 27 mars 1871, des éléments des 3 régiments rentrant de captivité sont amalgamés avec d'autres éléments de diverses unités pour former le 1er régiment d'infanterie provisoire.

## Recrutement
Initialement, les grenadiers devaient mesurer au moins 1,76 m (puis 1,72 m. Cette taille passe à 1,68 m par décret du 17 juin 1857.